# Josef Pfeiffer
Josef Pfeiffer (ur. w 1884) – szermierz reprezentujący Czechy, uczestnik igrzysk w Sztokholmie w 1912 roku, gdzie startował indywidualnie we florecie i szpadzie, oraz drużynowo w szpadzie i szabli.

## Występy na igrzyskach

### Turnieje indywidualne
| Igrzyska | Konkurencja | Runda I         | Ćwierćfinał     | Półfinał        | Finał           | Finał           |
| Igrzyska | Konkurencja | Walki przegrane | Walki przegrane | Walki przegrane | Walki przegrane | Miejsce         |
| -------- | ----------- | --------------- | --------------- | --------------- | --------------- | --------------- |
| LIO 1912 | Floret      | 2 Q             | 5               | → Nie awansował | → Nie awansował | → Nie awansował |
| LIO 1912 | Szpada      | 4               | → Nie awansował | → Nie awansował | → Nie awansował | → Nie awansował |

### Turnieje drużynowe
| Igrzyska | Konkurencja | Pozostali członkowie drużyny                                            | Ćwierćfinał  | Ćwierćfinał | Półfinał                                        | Półfinał | Finał                                            | Finał            |
| Igrzyska | Konkurencja | Pozostali członkowie drużyny                                            | Przeciwnik   | Miejsce     | Przeciwnik                                      | Miejsce  | Przeciwnik                                       | Miejsce          |
| -------- | ----------- | ----------------------------------------------------------------------- | ------------ | ----------- | ----------------------------------------------- | -------- | ------------------------------------------------ | ---------------- |
| LIO 1912 | Szpada      | Vilém Goppold von Lobsdorf Vilém Goppold Jr. František Kříž             | Norwegia 1:0 | 1 Q         | Dania 0:1 · Wielka Brytania 0:1 · Holandia 0:1  | 4        | → Nie awansowali                                 | → Nie awansowali |
| LIO 1912 | Szabla      | Vilém Goppold von Lobsdorf Bedřich Schejbal Josef Čipera Otakar Švorčík | Wolny los    | Wolny los   | Belgia 1:0 · Wielka Brytania 1:0 · Holandia 1:0 | 1        | Cesarstwo Austrii 0:1 · Węgry 0:1 · Holandia 0:1 | 4                |